# 원효암 동편 삼층석탑
원효암 동편 삼층석탑(元曉庵 東便 三層石塔)은 대한민국 부산광역시 금정구, 범어사에 있는 신라의 삼층석탑이다. 1972년 6월 26일 부산광역시의 유형문화재 제11호로 지정되었다.

## 개요
원효암 입구에 있는 3층 석탑이다. 이 암자에는 원효대사가 창건하여 머물면서 왜병을 물리쳤다는 설화가 전하고 있으며, 서쪽으로 삼층석탑(부산시유형문화재 제12호)이 하나 더 서 있다.
원래 2층 기단(基壇) 위에 3층의 탑신(塔身)을 세우고 그 위에 머리장식을 올렸을 것으로 추정되나, 지금은 바닥돌 위에 3층의 탑신만을 올리고 있다. 탑신의 몸돌에는 기둥모양을 조각하였는데, 2층과 3층 몸돌은 돌의 재질이나 비례로 보아 후에 복원된 것으로 보인다. 두툼한 지붕돌은 네 귀퉁이가 살짝 들려 있어 곡선미가 느껴지고, 밑면에는 4단의 받침을 두었다. 
전체적인 탑의 양식으로 보아, 통일신라 후기∼고려 전기 사이에 세워진 것으로 추정된다. 이 탑은 원래의 터에 다시 세워 놓은 것으로, 원효암의 금당자리와 창건시기를 알려주는 좋은 자료가 되고 있다.

## 현지 안내문
이 탑은 신라 말 고려 초기 3층 석탑이다.
지금 원효암 입구의 동쪽 공터에 있으며, 큰 지대석(地帶石) 위에 3층의 탑신부(塔身部)만 있다. 탑의 형식상 이중 기단 위에 3층의 탑신부를 세우고, 그 위에 상륜부(上輪部)가 있었을 것이나 기단부와 상륜부가 없어졌다. 각 층 옥개석(屋蓋石)의 전각(轉角) 파손이 윗층일수록 심한 것으로 보아 무너진 석탑의 부재를 수습하여 기단 없이 다시 쌓은 것으로 보인다.
옥신석(屋身石)과 옥개석은 각각 하나의 돌로 조각되었고, 옥신석에는 귀기둥을 조각하였으며, 옥개석의 층급 받침은 4단씩으로 되어 있다. 두 번째 탑신의 옥신석과 세 번째 탑신의 옥신석은 비례나 재질로 보아 뒤에 보충한 것이다.
전체적인 조각 수법으로 보아 10세기경 건립된 것으로 추정된다. 이 탑에는 지방으로 석탑이 전파되면서 규모가 작아지고, 섬약한 기법이 나타나고 있다. 또 원래의 위치에 재건되었기 때문에 원효암 금당(金堂)의 위치와 창건 시기를 알게 하는 좋은 자료이다.

## 같이 보기
- 원효암 서편 삼층석탑 (부산시광역시 유형문화재 제12호)

## 참고 자료
- 부산 범어사 원효암 동편 삼층석탑 - 국가유산청 국가유산포털